# Микулаш Дзуринда
Микулаш Дзуринда (на словашки: Mikuláš Dzurinda) е политик от Словакия, министър-председател на страната от 30 октомври 1998 до 4 юли 2006 г.
Оглавява коалиционно правителство, съставено от представители на Словашкия демократичен и християнски съюз, Съюза на новите граждани, Християндемократическото движение и Партията на унгарската коалиция.
Микулаш Дзуринда е роден на 4 февруари 1955 г. в Спишки Щвърток (Източна Словакия). Завършва Института по транспорт и комуникации в Жилина, от 1988 г. е доктор. От 1979 до 1988 г. работи като икономически анализатор в Научноизследователския институт по транспорта в Жилина, а от 1988 до 1990 г. е директор по информационни технологии в Областната дирекция в Братислава на Чехословашките държавни железници.